# Chondroscaphe merana
Chondroscaphe merana là một loài thực vật có hoa trong họ Lan. Loài này được (Dodson & Neudecker) Dressler mô tả khoa học đầu tiên năm 2001.